# مركز الأمن الإلكتروني
مركز الأمن الإلكتروني هو مركز سعودي يتبع للهيئة الوطنية للأمن السيبراني، ويختص بحماية الفضاء الإلكتروني للسعودية من أية تهديدات. صدر أمر سامٍ بإنشائه في 2012، ودشن رسميا في فبراير 2017.

## الأهداف
• تمكين الجهات الحكومية والمنشآت الحيوية من الاستعداد بشكل أفضل للحماية من الهجمات الإلكترونية.
• تعزيز الوضع العام للفضاء الإلكتروني.
• بناء وتعزيز قدرات المركز الداخلية.